# El manisero
«El manisero» (conocida en inglés como «The Peanut Vendor») es una famosa canción popular cubana y que dio a su creador Moisés Simons reconocimiento a nivel mundial. Junto con «Guantanamera», es posiblemente la pieza musical más famosa creada por un músico cubano. 
«El manisero» ha vendido más de un millón de partituras para E.B. Marks y para 1943 ya había generado 100 000 dólares estadounidenses en derechos de autor. Su éxito llevó a Estados Unidos y a Europa a un furor por la rumba que se prolongaría hasta los años 1940.

## Historia
Rita Montaner fue la primera en interpretar la canción en 1927 (o 1928) para Columbia Records. La versión más vendida de «El manisero» fue la realizada por Don Azpiazu con su Havana Casino Orchestra en Nueva York en 1930 para RCA Victor. Esta banda incluía músicos estelares como Julio Cueva, Mario Bauza y el cantante Antonio Machín. Aunque no se tiene una cifra oficial de ventas de esta grabación de 78 rpm sí se sabe que superó —por primera vez para una canción de origen latino— un millón de copias. Tras su grabación se convirtió en la canción más vendida de 1931 en Estados Unidos y también fue un éxito en Japón y Europa. Pero donde generó un furor comercial y una influencia musical perdurable fue en África occidental y oriental. La recepción de la canción fue tan buena que se cree que así es como la rumba congoleña obtuvo su nombre. Durante el resto del siglo, «El manisero» fue un repertorio requerido para cualquier gran “orquesta” africana en esa enorme región.
Las letras estaban basadas en  los «pregones» de los vendedores callejeros y el ritmo fue un son, así que, técnicamente era un son pregonero. No obstante, en la etiqueta de los discos era catalogado como rumba o rumba foxtrot, esta última especialmente en los discos comercializados en África.
La primera versión en inglés fue la de Gilbert y Sunshine. Otra versión conocida fue la interpretada por la nuera de Azpiazu que cantaba en su banda.
«El manisero» se constituyó nuevamente en éxito en 1947, con la versión big band de Stan Kenton para Capitol Records. Kenton la regrabó en dos ocasiones más con su banda y llegó a interpretarla también con piano.

## Controversia de autoría
La partitura original consigna que «El manisero» es autoría en letra y música de Simons. No obstante, algunos autores sostienen que fue escrito por Gonzalo G. de Mello en La Habana. Díaz Ayala dice al efecto: «Por varias razones dudamos esta versión... “El manisero” fue uno de esos casos raros en la música popular que rindieron inmediatos beneficios para su autor... lógicamente Mello habría intentado reclamar su autoría de letras, pero no lo hizo». Otra persona que dudó sobre la originalidad de la letra de Simons fue Fernando Ortiz. Para Ortiz, el verdadero creador fue un anónimo vendedor de maní de La Habana de mitad del siglo XIX que sirvió de base para una danza escrita por Gottschalk. De lo que no cabe duda es de la presencia de elementos de carácter popular y folclóricos.

## «El manisero» en el cine
Muchas películas han incluido la canción «El manisero» en sus bandas sonoras. Tal es el caso de The Cuban Song de MGM, con Ernesto Lecuona. También aparece en la versión cinematográfica del clásico de Gabriel García Márquez Crónica de una muerte anunciada. Judy Garland canta un fragmento en la película A Star Is Born de 1954. Es interpretada a dúo por Pedro Infante y Libertad Lamarque en Escuela de música, de 1955, y por Germán Valdés «Tin Tán» y María Antonieta Pons en Una estrella y dos estrellados, de 1960. En la película de dibujos animados Vampiros en La Habana de 1985, se escucha como sonido en el tranvía en dos ocasiones y otra cantada por turistas estadounidenses ebrios, mientras se pasean por una plaza. La melodía también se puede apreciar en una escena de la película La lengua de las mariposas y en el epílogo de Office Space, ambas de 1999. También suena una versión instrumental de fondo en Café Society de 2016.

## Intérpretes
- Rita Montaner
- Don Azpiazu
- Antonio Machín
- Manuel Vallejo (versión flamenca)
- Celia Cruz
- Luis Mariano
- Sole Giménez (versión jazz latina)
- Óscar d'León